# Одіссей і Цирцея
«Одіссей і Цирцея» або «Одіссей на острові Цирцеї» (італ. Ulisse nell'isola dei Feaci) — умовний пейзаж роботи Пітера Пауля Рубенса.

## Сюжет за міфами
а її острів був занесений під час своїх блукань по морю Одіссей. Коли частина супутників останнього, вирушила для дослідження острова, була звернена Кіркою у свиней, Одіссей рушив один до будинку чарівниці і за допомогою даного йому Гермесом чудесної рослини переміг чари богині, яка, впізнала в ньому Одіссея, запропонувала йому залишитися з нею на острові і розділити її любов. Одіссей схилився на пропозицію богині, але перш змусив її дати обіцянку, що вона не планує проти нього нічого поганого, поверне людський образ його супутникам, перетвореним у свиней. Проживши рік на острові в достатку, Одіссей, за наполяганням товаришів, став просити Кірку відпустити їх на батьківщину, і, отримавши згоду богині-чаклунки, відбув спершу, за її порадою, у область Аїда, щоб дізнатися від віщуна Тіресія про випробування, які чекають на нього. Отримавши від Тіресія бажані відомості, Одіссей повернувся на острів Кірки і був попереджений про небезпеки, які чекають його біля острова Сирен, в протоці, де мешкають Скілла і Харібда, і на острові Трінакріі, відбув у подорож морем. Вона навчила Одіссея робити вузли.
Згідно з Гомером, у неї було чотири служниці-німфи, дочки потоків (вони викликають асоціації з чотирма райськими ріками).
У переносному розумінні Кірка — спокусниця, чарівниця.

## Опис твору
Рубенс використав лише оболонку давньогрецького міфу для створення умовного пейзажу, котрий головує в картині. Персонажі міфа подані як малі фігурки стаффажа, що трохи оживляють панораму острова.
В художній традиції Нідерландів пейзаж із біблійними тоді персонажами посідав власне місце і добре відомий за творими Йоахима Патініра та його послідовників, Хері Мер де Блеса, Тобіаса Вергахта. Пейзаж був відомий і майстрам Італії, але не мав в антропоцентричному мистецтві італійського Відродження і в маньєризмі самостійного значення. Можливо, ніде північні, неіталійські витоки мистецтва Рубенса не мали такого ясного відбитку, як в його пейзажах.

## Провенанс
Картина добре відома з середини 17 ст., але втратила правильну назву. В збірці кардинала Рішельє вона проходила як зображення міста Кадіс. Стилістика бароко внесла свої корективи і розглядала картину як пару до другого пейзажу з назвою «Повернення селян з поля». В роки наполеонівських авантюр і пограбування мистецьких збірок в Західній Європі, пейзаж Рубенса вивезли французи-емісари в Париж із Італії 1799 року, де утримували до 1815 року. Клопотами італійців картину повернули серед небагатьох інших.
Нові дослідження полотна привели до коливань датування від 1620 до 1635 рр. Але датована копія з пейзажу та малюнок Рубенса переконують, що пейзаж був створений на початку 1630-х рр. і не пізніше 1635 р. Віднайдений і малюнок Рубенса зі штудією поваленого стовбура дерева на передньому плані картини (приватна збірка в Великій Британії).